# Kodeń (gmina)
Kodeń – gmina wiejska w województwie lubelskim, w powiecie bialskim. W latach 1975–1998 gmina położona była w województwie bialskopodlaskim.
Siedziba gminy to Kodeń.
Według danych z 31 grudnia 2023 gminę zamieszkiwało 3360 osób.

## Historia
Gmina Kodeń powstała za Królestwa Polskiego – 13 stycznia 1870 w powiecie bialskim w guberni siedleckiej w związku z utratą praw miejskich przez miasto Kodeń i przekształceniu jego w wiejską gminę Kodeń w granicach dotychczasowego miasta. W 1912 roku gmina weszła w skład nowo utworzonej guberni chełmskiej.
W okresie międzywojennym gmina weszła w skład woj. lubelskiego i składała się z samego Kodnia. W 1921 roku liczyła 1639 mieszkańców. Podczas wojny (około 1943) do gminy przyłączono obszar zniesionej gminy Kostomłoty, przez co jednostka terytorialnie bardzo się powiększyła. Po wojnie gmina zachowała przynależność administracyjną. Według stanu z dnia 1 lipca 1952 roku gmina składała się z 13 gromad: Dobratycze, Dobratycze kolonia, Elżbiecin, Kodeń, Kołpin-Ogrodniki, Konty, Kopytów, Kopytów kolonia, Kostomłoty, Kożanówka, Lebiedzew, Murawiec, Okczyn, Zahacie, Zastawek i Żuki.
Jednostka została zniesiona 29 września 1954 roku wraz z reformą wprowadzającą gromady w miejsce gmin. Gminę reaktywowano 1 stycznia 1973 roku w związku z kolejną reformą administracyjną.

## Religia
W gminie Kodeń jest największy odsetek liczby wyznawców prawosławia w powiecie bialskim. Na terenie gminy działa 5 parafii (w Dobratyczach, Kodniu, Kopytowie, Kostomłotach i Zabłociu) oraz monaster (w Kostomłotach).

## Struktura powierzchni
Według danych z roku 2002 gmina Kodeń ma obszar 150,33 km², w tym:
- użytki rolne: 65%
- użytki leśne: 27%

Gmina stanowi 5,46% powierzchni powiatu.

## Demografia
Dane z 31 grudnia 2023:
| Opis                              | Ogółem | Ogółem | Kobiety | Kobiety | Mężczyźni | Mężczyźni |
| --------------------------------- | ------ | ------ | ------- | ------- | --------- | --------- |
| jednostka                         | osób   | %      | osób    | %       | osób      | %         |
| populacja                         | 3360   | 100    | 1680    | 50      | 1680      | 50        |
| gęstość zaludnienia (mieszk./km²) | 22,4   | 22,4   | 11,2    | 11,2    | 11,2      | 11,2      |

## Sołectwa
Dobratycze, Dobromyśl, Elżbiecin, Kąty, Kodeń (sołectwa: Kodeń I, Kodeń II i Kodeń III), Kopytów, Kopytów-Kolonia, Kostomłoty (sołectwa: Kostomłoty I i Kostomłoty II), Kożanówka, Okczyn, Olszanki, Szostaki, Zabłocie, Zabłocie-Kolonia, Zahacie, Zalewsze.
Miejscowości podstawowe bez statusu sołectwa to osady Dobratycze i Kostomłoty oraz kolonie Haczki i Rapcze.

## Sąsiednie gminy
Piszczac, Sławatycze, Terespol, Tuczna. Gmina sąsiaduje z Białorusią – sielsowiety Stradecz i Znamienka rejonu brzeskiego.